# Macis

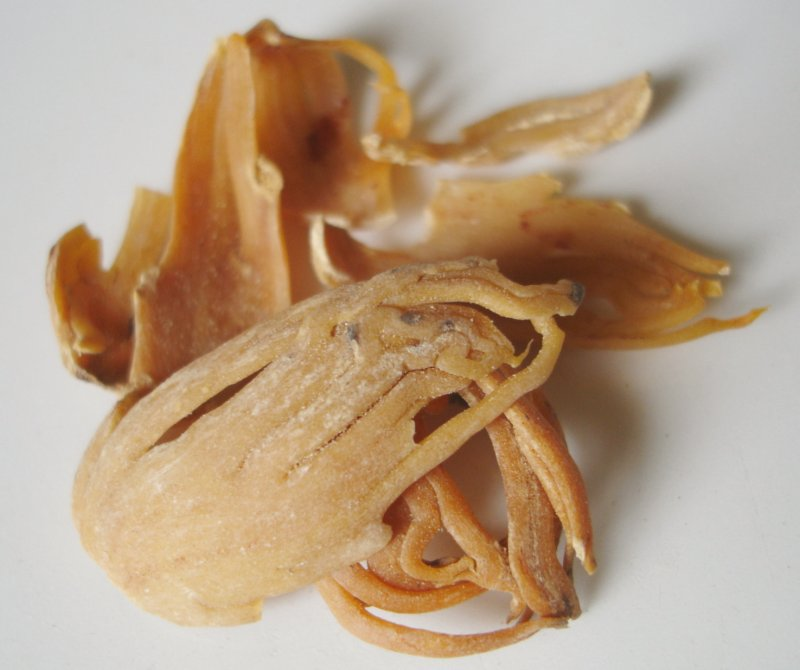
Macis seco.

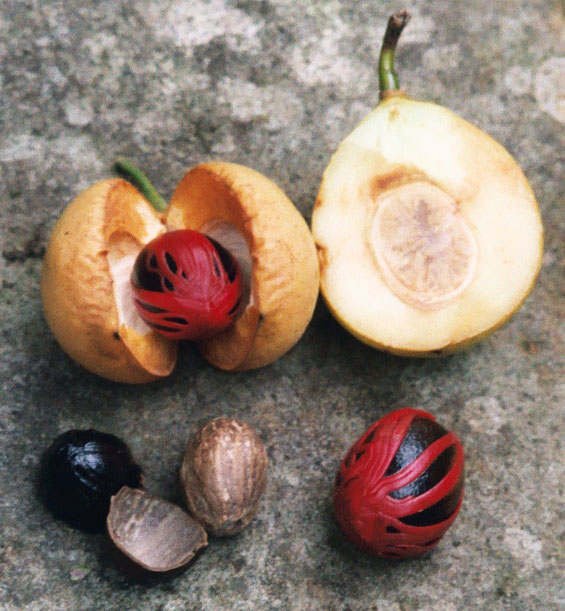
Nuez moscada con cáscara, macis y fruto interior.

La macis es la especia que se elabora a partir del arilo (cobertura carnosa de la semilla) del árbol de la nuez moscada (Myristica fragans). 
Para el procesamiento de la macis, se deja secar el fruto durante algunos meses y tras ello la cáscara se pela y se le quita el arilo de color escarlata que posteriormente se deja secar para que se pueda prensar en forma de plancha. El producto obtenido tiene un color amarillo pálido o naranja. 
Es llamada, impropiamente, "flor de moscada", "flor de nuez moscada" y "flor de macis". Llegó a ser más apreciada que la propia nuez moscada.

## Usos
Las gastronomías que más emplean la macis son la cocina india y la china, tanto en platos dulces como salados. En Europa es frecuente verla en el puré de patatas y, en la cocina italiana, en diversas pastas y platos de carne.
También es un ingrediente utilizado en la cocina medieval como especia para el azúcar o la miel (por ejemplo, pinyonada de mel).[cita requerida]